# Saint-Georges-sur-Arnon
Saint-Georges-sur-Arnon és un municipi francès, situat al departament de l'Indre i a la regió de Centre – Vall del Loira. L'any 2007 tenia 514 habitants.

## Demografia

### Població
El 2007 la població de fet de Saint-Georges-sur-Arnon era de 514 persones. Hi havia 211 famílies, de les quals 58 eren unipersonals (27 homes vivint sols i 31 dones vivint soles), 63 parelles sense fills, 82 parelles amb fills i 8 famílies monoparentals amb fills.
La població ha evolucionat segons el següent gràfic:
Habitants censats

### Habitatges
El 2007 hi havia 272 habitatges, 212 eren l'habitatge principal de la família, 53 eren segones residències i 8 estaven desocupats. 232 eren cases i 8 eren apartaments. Dels 212 habitatges principals, 172 estaven ocupats pels seus propietaris, 32 estaven llogats i ocupats pels llogaters i 7 estaven cedits a títol gratuït; 3 tenien una cambra, 14 en tenien dues, 35 en tenien tres, 49 en tenien quatre i 111 en tenien cinc o més. 167 habitatges disposaven pel capbaix d'una plaça de pàrquing. A 76 habitatges hi havia un automòbil i a 122 n'hi havia dos o més.

### Piràmide de població
La piràmide de població per edats i sexe el 2009 era:
| Homes | Edats   | Dones |
| ----- | ------- | ----- |
| 0     | 95 o +  | 0     |
| 0     | 90 a 94 | 0     |
| 0     | 85 a 89 | 8     |
| 0     | 80 a 84 | 0     |
| 4     | 75 a 79 | 16    |
| 0     | 70 a 74 | 8     |
| 8     | 65 a 69 | 4     |
| 12    | 60 a 64 | 8     |
| 8     | 55 a 59 | 8     |
| 8     | 50 a 54 | 12    |
| 28    | 45 a 49 | 12    |
| 24    | 40 a 44 | 20    |
| 12    | 35 a 39 | 12    |
| 24    | 30 a 34 | 24    |
| 28    | 25 a 29 | 16    |
| 0     | 20 a 24 | 4     |
| 12    | 15 a 19 | 4     |
| 36    | 10 a 14 | 20    |
| 0     | 5 a 9   | 20    |
| 12    | 0 a 4   | 16    |

## Economia
El 2007 la població en edat de treballar era de 352 persones, 280 eren actives i 72 eren inactives. De les 280 persones actives 260 estaven ocupades (140 homes i 120 dones) i 21 estaven aturades (8 homes i 13 dones). De les 72 persones inactives 26 estaven jubilades, 32 estaven estudiant i 14 estaven classificades com a «altres inactius».

### Ingressos
El 2009 a Saint-Georges-sur-Arnon hi havia 223 unitats fiscals que integraven 524,5 persones, la mediana anual d'ingressos fiscals per persona era de 19.137 €.

### Activitats econòmiques
Dels 25 establiments que hi havia el 2007, 4 eren d'empreses extractives, 1 d'una empresa de fabricació de material elèctric, 2 d'empreses de fabricació d'altres productes industrials, 3 d'empreses de construcció, 5 d'empreses de comerç i reparació d'automòbils, 3 d'empreses de transport, 3 d'empreses d'hostatgeria i restauració, 1 d'una empresa d'informació i comunicació, 2 d'empreses de serveis i 1 d'una empresa classificada com a «altres activitats de serveis».
Dels 4 establiments de servei als particulars que hi havia el 2009, 1 era un guixaire pintor, 1 electricista i 2 restaurants.
L'any 2000 a Saint-Georges-sur-Arnon hi havia 8 explotacions agrícoles que ocupaven un total de 1.440 hectàrees.

## Poblacions més properes
El següent diagrama mostra les poblacions més properes.